# Iglesia de San Félix (Candás)
La iglesia de San Félix y Cristo de Candás es un templo católico situado en la localidad asturiana de Candás (España). Se trata de un templo neobarroco construido sobre el anterior.

## Historia
El templo original fue fundado en el siglo X y donado por el rey Fruela II a la Catedral de Oviedo en el año 912. Con el paso el tiempo el templo fue creciendo considerablemente, destacando las reformas de época barroca en 1620. En el año 1734 se realiza un retablo de estilo churrigueresco, donde se situó el Cristo de Candás, que según la tradición fue hallado en las costas de Irlanda en el siglo XVI. En los siglos XVIII, XIX y XX el templo sigue aumentando de tamaño gracias a nuevas naves y capillas. Durante la Guerra de Independencia, tropas francesas saquean la iglesia y se llevan numerosos objetos de gran valor.
En 1936, durante la Guerra civil española, el templo es destruido, junto con la imagen del Cristo de Candás. Uno de los retablos fue salvado por Antón Rodríguez, quien lo desmontó y guardó. Sin embargo, desaparecieron el resto de retablos y tallas barrocas de gran valor. Se conserva no obstante un Cristo de la Columna, atribuido al siglo XIII. 
Tras el final de la contienda se reconstruye el templo en el mismo lugar, en una zona alta de la villa, en un estilo rompedor al anterior. En la fachada principal se abre una portada con frontón triangular flanqueada por pilastras. A cada lado de la portada, y un tanto retiradas, se alzan dos torres con remates de inspiración barroca muy desarrollados. El interior se divide en tres naves, siendo la central de bóveda de cañón. Detrás del altar mayor se conserva parte de la primitiva capilla románica.
La festividad del patrón de Candás, San Félix, se celebra el 1 de agosto, y ese mismo día el Festival de la Sardina, declarado fiesta de Interés Turístico Regional. El 14 de septiembre se celebra el Cristo de Candás, con la Alborada y la procesión.